# Risto Radunović
Risto Radunović (en monténégrin : Ристо Радуновић) est un footballeur international monténégrin né le 4 mai 1992 à Podgorica en Yougoslavie, qui se trouve aujourd'hui au Monténégro. Il évolue au FCSB au poste d'arrière gauche.

## Biographie

### En club
Le 31 août 2019, il se met en évidence en inscrivant un doublé dans le championnat de Roumanie, lors de la réception du CFR Cluj (victoire 3-2).

### En sélection nationale
En mai 2016, Radunović est convoqué pour la première fois chez les seniors, à l'occasion d'un match amical contre la Turquie. 
Il effectue finalement ses débuts en tant que joueur remplaçant le 14 octobre 2018, lors d'un match à l'extérieur de Ligue des nations contre la Lituanie, avec à la clé une victoire 4-1. Radunović joue seulement trois minutes lors de cette rencontre. Le 10 juin 2019, il se voir pour la première fois titularisé, contre la Tchéquie. Ce match perdu 3-0 rentre dans le cadre des éliminatoires de l'Euro 2020. Le 1er septembre 2021, il inscrit son premier but avec le Monténégro, contre la Turquie. Ce match nul (2-2) rentre dans le cadre des éliminatoires du mondial 2022.